# Udny Castle
Udny Castle ist ein Tower House in der Gemeinde Udny, südwestlich des Dorfes Pitmedden und nordöstlich der Siedlung Udny Green in der schottischen Council Area Aberdeenshire. Die Gegend dort ist größtenteils flach, aber die Burg liegt auf einem Hügel und ist somit weithin sichtbar. Das genaue Baujahr kennt man nicht, aber ihre Fundamente stammen vermutlich vom Ende des 14. oder Anfang des 15. Jahrhunderts. Später wurden zusätzliche Stockwerke aufgebaut und ein Anbau, der „modernes Landhaus“ genannt wurde, angefügt und später wieder abgerissen. Historic Scotland hat Udny Castle als historisches Bauwerk der Kategorie A gelistet.

## Geschichte
Das Tower House, dessen genaues Baujahr man nicht kennt, wurde im 14. oder 15. Jahrhundert für den Clan Udny errichtet. Das Anwesen wird erstmals auf einer Charta gezeigt, die Ronald of Uldney für König David II. anfertigen ließ.
David McGibbon und Thomas Ross meinten, dass das Tower House an der Wende vom 16. zum 17. Jahrhundert errichtet worden sei, aber der Einzug der oberen Stockwerke und die Dicke der Fundamentmauern weisen auf ein viel früheres Baujahr hin. Die hauptsächlichen Bauarbeiten des Turms sollen sich über 100 Jahre hingezogen und für drei aufeinander folgende Lairds ausgeführt worden sein. Sie sollen „sie alle ruiniert“ haben.
Der Familie Udny gehörte auch Knockhall Castle und sie lebten auf Udny Castle, nachdem Knockhall Castle 1734 durch einen Brand zerstört worden war. Jamie Fleeman, der Narr des Lairds, rettete damals die Papiere der Familie vor der Zerstörung durch das Feuer.
Die Burg wurde um 1775 aufgegeben, aber 1801 wieder repariert.
Colonel John Robert Fulleron Udny erbte das Anwesen 1802. Er war seit 1797 Armeeoffizier, setzte sich aber nach seiner Heirat mit Emily Fitzhugh 1812 zur Ruhe. Danach besuchte er das Anwesen nur gelegentlich, da sein Hauptwohnsitz in London war. Das Paar hatte einen Sohn, John Augustus Udny, aber dieser starb 1859 unverheiratet. Die Gattin des Colonels starb 1846 und der Colonel hatte anschließend eine Affäre mit Ann Allat, die er am 2. Januar 1853 heiratete. Das Paar hatte ebenfalls einen Sohn, John Henry Udny, der allerdings am 9. Mai 1853 unehelich geboren wurde. Vor dem House of Lords wurde eine Klage vorgebracht, in der gefordert wurde, dass John Henry Udny das Anwesen erbte, obwohl seine Eltern noch nicht verheiratet waren, als er geboren wurde. Der Gerichtsstreit beschrieb, wie der Colonel Restaurierungsarbeiten an der Burg vornehmen lassen wollte, aber sie sich nicht leisten konnte, „vornehmlich wegen seines Engagements im (Pferde)rennsport“.
Der Colonel starb 1861. Das House of Lords hatte der Klage von John Henry Udny stattgegeben und er erbte das Anwesen, da er „obwohl er ein unehelicher Sohn war, nachträglich durch die Heirat seiner Eltern legitimiert worden war“.
Laut den Aufzeichnungen gehörte das Anwesen 1887 John Hay Udny und war seit Jahrhunderten in Händen dieser Familie.
Scharwachtürme wurden im 17. Jahrhundert zusammen mit einem weiteren Stockwerk aufgebaut.
Ein Landhaus im Scottish Baronial Style wurde 1874/1875 nach Plänen des Architekten James Maitland Wardrop (von der Firma Wardrop and Anderson) angebaut, wurde aber in den 1960er-Jahren wieder abgerissen. Wardrops Sohn, Hew Wardrop, war ebenfalls Architekt und plante einige dekorative Veränderungen an der Burg. Am 4. November 1887 verstarb er während der Durchführung der Arbeiten unerwartet an Blinddarmentzündung.
1964 begannen die Restaurierungsarbeiten am ursprünglichen Tower House und das Landhaus wurde abgerissen. Im April 1971 nahm Historic Scotland Udny Castle in die Liste historischer Bauwerke der Kategorie A auf.

## Architektur
Die Mauern der Burg sind 2,4 Meter dick und der aufgebaute Turm im Dachgeschoss hat eine Grundfläche von 10,5 Metern × 12,9 Metern. Die Außenmauern des fünf Stockwerke hohen Gebäudes sind mit Harl verputzt. Seine Ecktürmchen sind mit dekorativen Konsolen verziert.
Zu den Details gehören ein mit einem Bogen versehener Eingang und ein Erdgeschoss mit Gewölbedecke. Der Rittersaal erstreckt sich über die gesamte Gebäudebreite, liegt im 1. Obergeschoss und ist über eine gerade Treppe mit Absatz zugänglich. Die Abmessungen des Rittersaals sind mit 8,1 Meter × 6,3 Meter, seine Höhe mit 6 Meter bis zum höchsten Punkt des Gewölbes angegeben. Die Decke des Rittersaals wurde in viktorianischer Zeit im jakobinischen Stil umgestaltet. Einige Stuckarbeiten, die nach Wardrops Entwürfen hinzugefügt wurden, sind heute noch im Gewölbe zu sehen. Der offene Kamin wurde aus der Burg entfernt und ist heute im Maryculter House in Kincardineshire zu bewundern.